# Папуга-довгокрил червоногрудий
Папуга-довгокрил червоногрудий (Poicephalus rufiventris) — вид папугоподібних птахів родини папугових (Psittacidae). Мешкає в Східній Африці.

## Опис

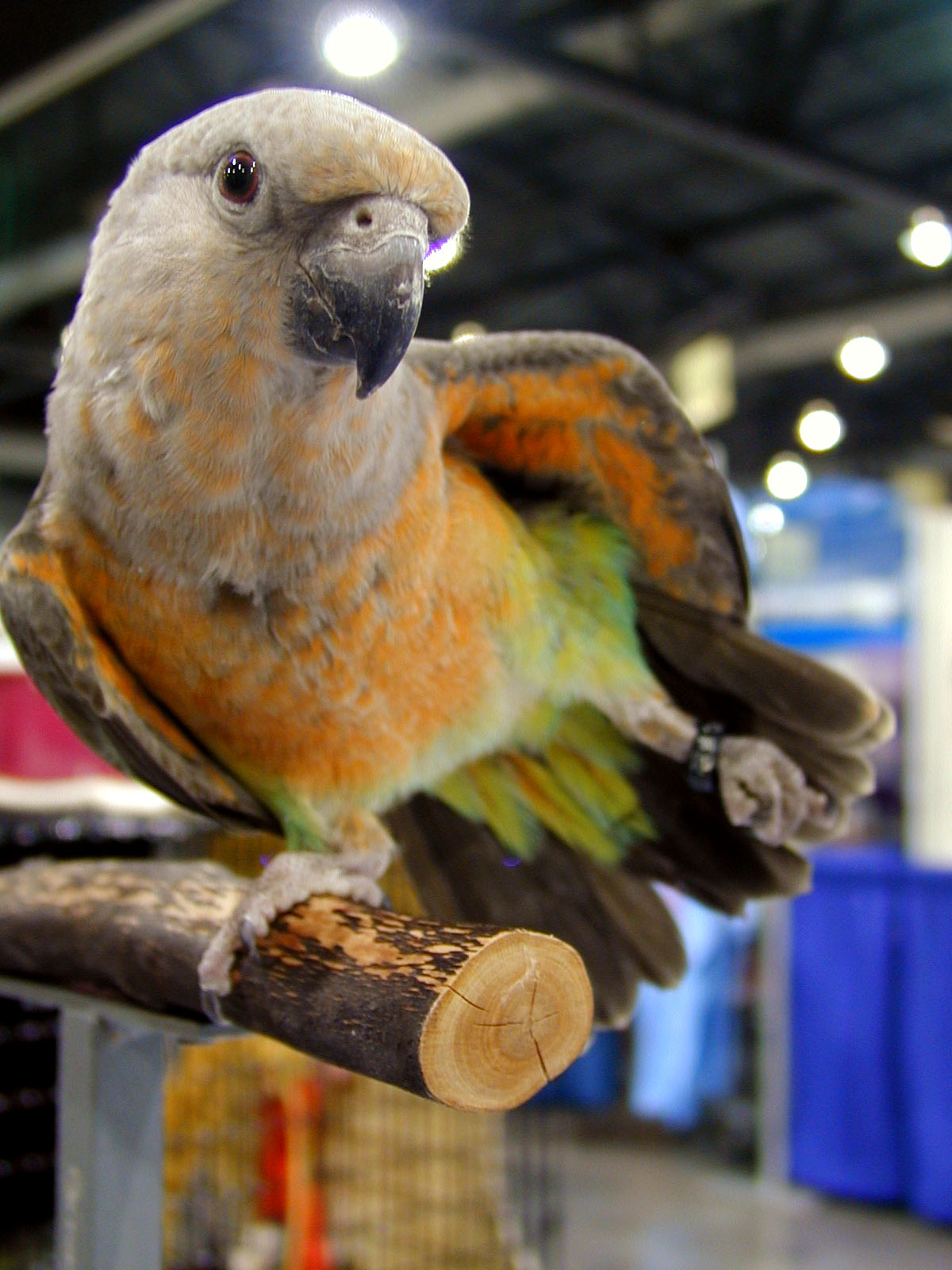
Молодий самець з характерними темними райдужкам

Довжина птаха становить 23 см, вага 140 г. Забарвлення переважно зеленувато-сіре, причому верхня частина тіла є більш сірою, а нижня — більш зеленою. У дорослих птахів верхня частина лап покрита зеленим пір'ям, райдужки червоні, а дзьоб темно-сірий. У молодих птахів райдужки темні. Виду притаманний виражений статевий диморфізм. У самців нижня частина грудей, живіт і нижні покривні пера крил яскраво-оранжеві, у самиць вони зеленуваті. Статевий диморфізм проявляється рано і помітний навіть у молодих пташенят, які ще перебувають у гнізді.

## Підвиди
Виділяють два підвиди:
- P. r. pallidus Van Someren, 1922 — схід Ефіопії і Сомалі;
- P. r. rufiventris (Rüppell, 1842) — від Центральної Ефіопії до Північної Танзанії.

## Поширення і екологія

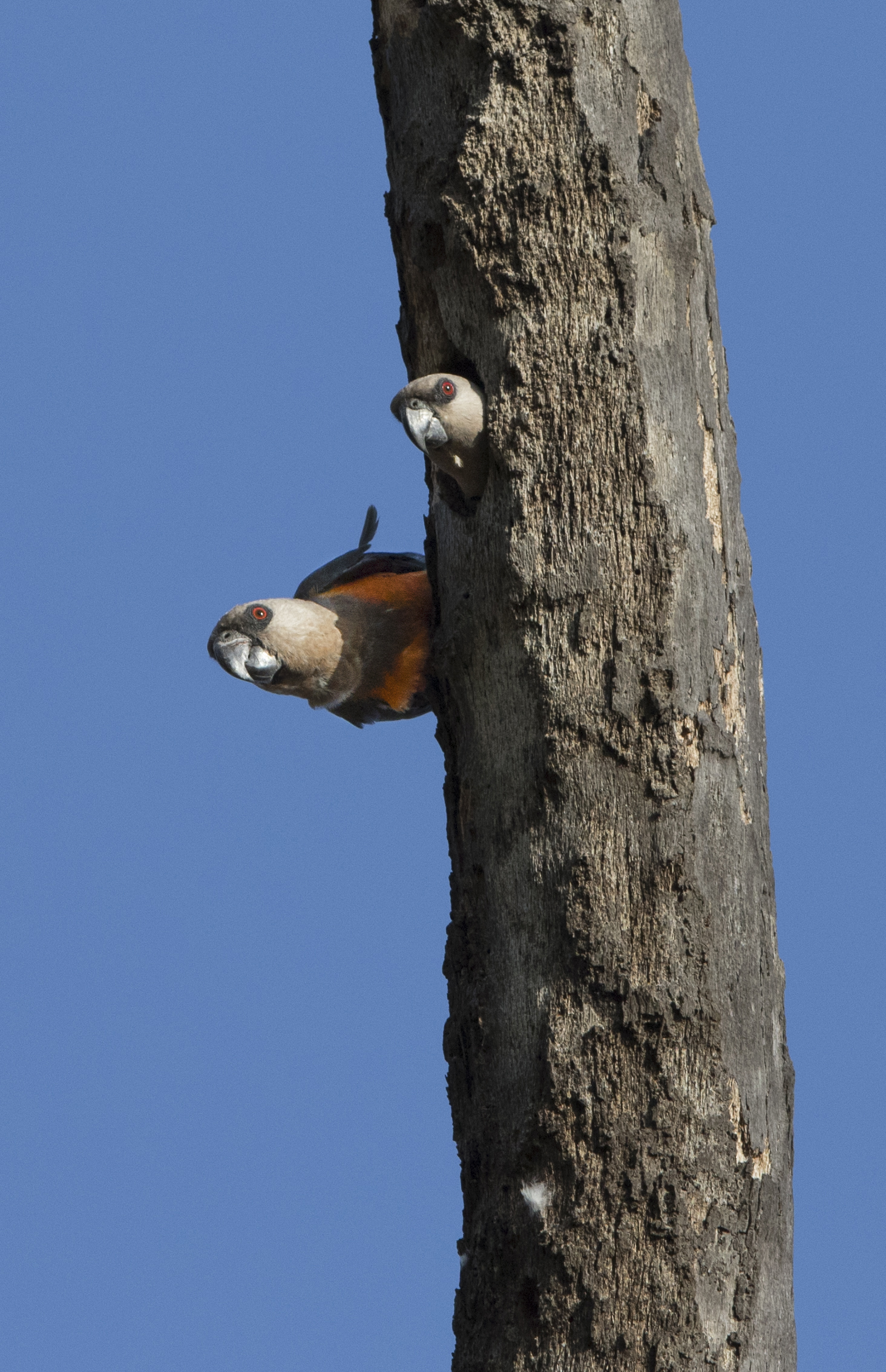
Пара червоногрудих папуг-довгокрилів у національному заповіднику Самбуру, Кенія. Самець (зовні) збудував гніздо для самиці (всередині)

Червоногруді папуги-довгокрили мешкають в Ефіопії, Сомалі, Кенії і Танзанії. Вони живуть у сухих, колючих чагарникових заростях та в саванах. Живляться насінням, плодовими кісточками, квітами, нектаром, періодично листям, корою і соком твердих плодів. Зустрічаються невеликими сімейними зграйками від 4 до 8 птахів, на висоті до 2000 м над рівнем моря. Гніздяться в дуплах у стовбурах і гілках баобабів, часто на великій висоті над землею, іноді в термітниках, на висоті 2—3 м над землею. В кладці 1—3 білих яйця. Розмножуються протягом всього року. Інкубаційний період триває 28 днів, пташенята покидають гніздо через 63 дні після вилуплення.

## Збереження
МСОП класифікує цей вид як такий, що не потребує особливих заходів зі збереження. Червоногруді папуги-довгокрили занесені до Додатку II CITES.